# Prény
Prény és un municipi francès situat al departament de Meurthe i Mosel·la i a la regió del Gran Est. L'any 2007 tenia 380 habitants.

## Demografia

### Població
El 2007 la població de fet de Prény era de 380 persones. Hi havia 140 famílies, de les quals 24 eren unipersonals (8 homes vivint sols i 16 dones vivint soles), 44 parelles sense fills, 64 parelles amb fills i 8 famílies monoparentals amb fills.
La població ha evolucionat segons el següent gràfic:
Habitants censats

### Habitatges
El 2007 hi havia 152 habitatges, 138 eren l'habitatge principal de la família i 13 eren segones residències. 144 eren cases i 8 eren apartaments. Dels 138 habitatges principals, 117 estaven ocupats pels seus propietaris, 17 estaven llogats i ocupats pels llogaters i 4 estaven cedits a títol gratuït; 2 tenien una cambra, 2 en tenien dues, 12 en tenien tres, 30 en tenien quatre i 93 en tenien cinc o més. 99 habitatges disposaven pel capbaix d'una plaça de pàrquing. A 59 habitatges hi havia un automòbil i a 76 n'hi havia dos o més.

### Piràmide de població
La piràmide de població per edats i sexe el 2009 era:
| Homes | Edats   | Dones |
| ----- | ------- | ----- |
| 0     | 95 o +  | 0     |
| 0     | 90 a 94 | 0     |
| 4     | 85 a 89 | 0     |
| 0     | 80 a 84 | 4     |
| 0     | 75 a 79 | 8     |
| 0     | 70 a 74 | 0     |
| 4     | 65 a 69 | 12    |
| 4     | 60 a 64 | 4     |
| 16    | 55 a 59 | 8     |
| 12    | 50 a 54 | 20    |
| 8     | 45 a 49 | 8     |
| 20    | 40 a 44 | 20    |
| 16    | 35 a 39 | 12    |
| 24    | 30 a 34 | 16    |
| 4     | 25 a 29 | 16    |
| 8     | 20 a 24 | 0     |
| 16    | 15 a 19 | 16    |
| 16    | 10 a 14 | 4     |
| 28    | 5 a 9   | 4     |
| 8     | 0 a 4   | 4     |

## Economia
El 2007 la població en edat de treballar era de 266 persones, 194 eren actives i 72 eren inactives. De les 194 persones actives 184 estaven ocupades (106 homes i 78 dones) i 10 estaven aturades (2 homes i 8 dones). De les 72 persones inactives 24 estaven jubilades, 24 estaven estudiant i 24 estaven classificades com a «altres inactius».

### Ingressos
El 2009 a Prény hi havia 139 unitats fiscals que integraven 386 persones, la mediana anual d'ingressos fiscals per persona era de 19.745,5 €.

### Activitats econòmiques
Dels 8 establiments que hi havia el 2007, 1 era d'una empresa de fabricació d'altres productes industrials, 3 d'empreses de construcció, 3 d'empreses de comerç i reparació d'automòbils i 1 d'una empresa classificada com a «altres activitats de serveis».
Dels 5 establiments de servei als particulars que hi havia el 2009, 1 era un taller de reparació d'automòbils i de material agrícola, 2 guixaires pintors, 1 empresa de construcció i 1 perruqueria.
L'únic establiment comercial que hi havia el 2009 era una peixateria.
L'any 2000 a Prény hi havia 6 explotacions agrícoles.

## Poblacions més properes
El següent diagrama mostra les poblacions més properes.